# Human (album de Johnny Clegg)
Pour les articles homonymes, voir Human.
Human est un album musical de Johnny Clegg, sorti en 2010 sur le label Appleseed Records et Rythm Dog Music/EMI.

## Liste des morceaux
1. Love in the Time of Gaza (4:42)
2. The World is Calling (3:37)
3. All I Got is You (3:56)
4. Asilazi (feat. Soweto Gospel Choir, 4:08)
5. Give Me the Wonder (3:37)
6. Congo (2:55)
7. Here Comes That Feeling Again (4:19)
8. Hidden Away Down (3:44)
9. I Know That Sound (4:02)
10. Manqoba (The Victorious) (4:50)
11. Nyembezi (Tears) (4:49)
12. Magumede (2:48)